# Gekrulde vlokslak
De gekrulde vlokslak (Aeolidia filomenae) is een slakkensoort uit de familie van de vlokslakken (Aeolidiidae). De wetenschappelijke naam van de soort werd in 2016 voor het eerst geldig gepubliceerd door Kienberger, Carmona, Pola, Padula, Gosliner & Cervera.

## Beschrijving
De gekrulde vlokslak is een zeenaaktslak. De soort kan worden geïdentificeerd door het grote aantal enigszins afgeplatte, haakvormige cerata op zijn lichaam, behalve een driehoekig gebied dat zich uitstrekt van de rinoforen tot het midden van het dorsum. Er is vaak een witte Y-vormige markering op het hoofd, die moeilijk te zien is bij bleke exemplaren.